# Stolnični trg, Christchurch
Stolnični trg, lokalno znan kot Square, je geografsko središče in srce mesta Christchurch na Novi Zelandiji, kjer je mestna anglikanska stolnica. Trg stoji na teoretičnem križišču dveh glavnih pravokotnih mestnih ulic, Colombo Street in Worcester Street, čeprav sta bili v praksi obe bodisi blokirani bodisi obvozni okoli samega trga. Trg je bil močno poškodovan v potresu v Christchurchu februarja 2011.

## Poimenovanje
Trg naj bi se prvotno imenoval Ridley Square, po protestantskem mučencu Nicholasu Ridleyju, vendar je bil v načrtu Edwarda Jollieja iz leta 1850 središča Christchurcha označen kot Stolnični trg. Ridleyjevi somučeniki in kolega škofa, Cranmer in Latimer, so po njih poimenovali trge, nedaleč stran od Stolničnega trga. Prvotna izbira Ridley je še ena od številnih referenc Christchurcha na Oxford, saj je bil Ridley tam mučen.

## Zgodovina
V prvotni raziskavi centra Christchurcha (znan kot Black Map), ki je bila opravljena leta 1850, je bilo predvideno, da bosta Christ's College in stolnica zgrajena eden poleg drugega na Stolničnem trgu po vzoru Christchurch v Oxfordu. Ugotovljeno je bilo, da je območje, namenjeno fakulteti na Stolničnem trgu, nezadostno, zato je Henry Sewell junija 1853 predlagal, da fakulteto preselijo na zemljišče, rezervirano za botanične vrtove Christchurch. Ta transakcija je bila formalizirana z Odlokom o Stolničnem trgu iz leta 1858, zakonom, ki ga je sprejel provinčni svet Canterburyja oktobra 1858. Odlok je dovoljeval, da je ulica Colombo potekala naravnost skozi sredino Stolničnega trga v zakonski širini 1,5 verige (30 m), stolnica pa je bila postavljena zahodno od te glavne ceste.
Krščanstvo je prevzelo prakso molitve proti vzhodu, saj se je na vzhodu mislilo, da vsebuje prvotni dom človeštva. Zato je večina krščanskih cerkva usmerjenih proti vzhodu, in da bi izpolnil to konvencijo, je Henry Harper, prvi škof Christchurcha, lobiral, da se vzhodna stran Stolničnega trga uporabi za prokatedralo. Na ta način bi bil glavni vhod obrnjen proti ulici Colombo, kar bi pomenilo molitev proti vzhodu v skladu s konvencijo. Odlok o spremembi Stolničnega trga iz leta 1859, ki je bil sprejet leto dni po prejšnjem odloku, je formaliziral spremembo umestitve stolnice.
Tik preden so se leta 1864 začela dela na temeljih stolnice, je bila trasa ulice Colombo skozi Stolnični trg znova spremenjena z uvedbo krivulje proti zahodu; zahodna stran legalne ceste je imela polmer 3 verige 75 členov (7.500 m). Namen te spremembe je bil omogočiti postavitev stolnice nekoliko bolj zahodno, tako da bo njen stolp od daleč viden vzdolž ulice Colombo. Do trenutka, ko so se začela dela na stolnici, je bilo tukaj sprva malo razvoja.
Kip Johnu Robertu Godleyju, ustanovitelju mesta, so odkrili 6. avgusta 1867 na podstavku nasproti stolnice. To je bil prvi javni kip na Novi Zelandiji. Ob trgu je bila leta 1879 glavna mestna pošta.
V preteklih letih je bil Stolnični trg večkrat preoblikovan. Dve pomembni spremembi sta se zgodili, ko so leta 1965 zaprli cesto pred stolnico in leta 1972 zaprli cesto pred pošto. V poznih 1990-ih / zgodnjih 2000-ih je trg doživel pomembno rekonstrukcijo z novimi ploščicami. To je bil pogosto kritiziran projekt, na primer zaradi količine bleščanja, ki so ga ploščice oddajale v suhih vremenskih razmerah, ali ker so ploščice spolzke, ko so mokre.
Leta 2001 so Kelih razkrili kot veliko moderno skulpturo v forumu obrnjenega stožca, posvečeno tisočletju. Skulpturo je zasnoval Neil Dawson in je sestavljena iz dvainštiridesetih vzorcev listov z različnimi rastlinami.
Pred letom 2011 je bil trg glavno zbirališče ljudi v mestu in redno prizorišče uličnih izvajalcev in govornikov, eden najbolj opaznih je bil The Wizard of New Zealand.
Leta 2017 so bile predstavljene nove zasnove trga, ki bodo odstranile ceste skozi trg in dodale zelene površine in vodne poti ter ga razdelile na pet območij (pošta, dvorišče, trg knjižnice, vrtovi stolnice in dnevna soba). Toda načrtu primanjkuje sredstev in prvotni načrti so bili odloženi.
Kongresni center Te Pae Christchurch je bil odprt leta 2021 kot eden od osrednjih mestnih projektov in tretja nova stavba na trgu po potresih po Tūrangi in stavbi Spark.
Leta 2022 so se začeli izvajati načrti za prenovo 'olepšanih' vogalov trga. Ti načrti naj bi se začeli izvajati leta 2019, vendar so bili odloženi. Manjša dela na teh načrtih so se začela konec leta 2022, vendar so se julija 2023 začela dela na dokončanju teh načrtov pred stavbo Spark, hotelom Distinction in stavbo stare vlade.
Čeprav se vedno imenuje square, ima obliko križa.

## Registrirana dediščina
Stolnični trg ima veliko stavb in kipov, ki so registrirani kot dediščina pri Heritage New Zealand. Mnoge od teh so bile poškodovane v potresu v Christchurchu februarja 2011 in zaradi škode so bile nekatere posledično izgubljene.
Mesta I. kategorije
- Stolnica v Christchurchu je nedvomno najpomembnejša stavba dediščine. Njena matična številka je 46 in je bila registrirana 7. aprila 1983.[16]
- Stavba tiska je bila registrirana 2. aprila 1984 z matično številko 302. V potresu februarja 2011 je bila močno poškodovana in julija 2011 porušena.[17]
- 2. aprila 1984 je bila registrirana tudi nekdanja glavna pošta z matično številko 291.
- Stara vladna stavba je bila registrirana 5. aprila 1984 z registrsko številko 301.
- Državljanski vojni spomenik je bil registriran 6. septembra 1984 z matično številko 3693.
- Godleyjev kip je bil registriran 2. aprila 1985 z registrsko številko 3666. Kip je padel s podstavka v potresu leta 2011 in znotraj podstavka so odkrili časovne kapsule.[18]
- Regent Theatre je bil registriran 30. avgusta 1990 z matično številko 1918.
- Stavba Lyttelton Times je bila registrirana 16. decembra 1994 z registrsko številko 7216. Leta 2011 je bila porušena.

Mesta kategorije II
- Stavba Sevicke Jones je bila registrirana 28. aprila 1995 z registrsko številko 7226. Stavba se je porušila v potresu februarja 2011.
- Warner's Hotel je bil registriran 24. aprila 1997 z registrsko številko 7384. Zgodovinski del hotela je bil porušen.

## Vloga v prometu
Ko so leta 1880 v mestu začeli voziti parni tramvaji, so odpeljali s Trga. Kasneje, ko so leta 1954 avtobusi zamenjali tramvaje, je bil trg uporabljen kot glavna odhodna točka. Dolga leta je bil trg prometno križišče. Leta 1962 je bila cesta pred stolnico zaprta. Leta 1972 so trg preuredili, da bi zagotovili velike površine za pešce, jugozahodni kvadrant pa je bil zaprt za promet.
Tramvaji so se vrnili leta 1995 z uvedbo vožnje s turističnim tramvajem po središču mesta. Večina avtobusov je trg zapustila, ko se je novembra 2000 odprla avtobusna borza na ulici Lichfield Street. Od takrat so javni prevoz na trgu uporabljali letališki avtobusi, taksiji in avtobusi. Februarja 2011 je bil trg zaradi potresa zaprt, vendar je bil ponovno odprt 30. junija 2013, vendar so nekateri prostori in stavbe ostali ograjeni zaradi potresne škode.